# Shenanigans
Albums de Green Day
International Superhits!
(2001) American Idiot
(2004)
Shenanigans est une compilation de faces B et de raretés du groupe punk américain Green Day sortie en 2002.
En anglais, shenanigans renvoie généralement à une fourberie, une ruse, une mauvaise farce.

## Liste des chansons
1. Suffocate - 2:54 (du single de Good Riddance (Time of Your Life))
2. Desensitized - 2:58 (du single de Good Riddance (Time of Your Life))
3. You Lied - 2:26 (du single de Good Riddance (Time of Your Life))
4. Outsider - 2:27 (reprise des Ramones, du single de Warning)
5. Don't Wanna Fall in Love - 1:39 (du single de Geek Stink Breath)
6. Espionage - 3:23 (du single de Hitchin' a Ride)
7. I Want to Be on T.V. - 1:17 (reprise de Fang, du single de Geek Stink Breath)
8. Scumbag - 1:46 (du single de Warning)
9. Tired of Waiting for You - 2:33 (reprise des Kinks, du single de Basket Case)
10. Sick of Me - 2:07 (du single de Hitchin' a Ride)
11. Rotting - 2:52 (du single de Good Riddance (Time of Your Life))
12. Do Da Da - 1:30 (du single de Brain Stew / Jaded)
13. On the Wagon - 2:48 (du single de Basket Case)
14. Ha Ha You're Dead - 3:07 (nouvelle chanson)